# Frederik Willem van Vloten
Frederik Willem van Vloten (Utrecht, 15 april 1889 - Delft 7 maart 1970) was een Nederlands nationaalsocialistisch politicus.

## Leven en werk
Van Vloten werd in april 1889 geboren als zoon van de Utrechtse aannemer Gerardus Johannes van Vloten en Josina Jakoba Velthuis. Na zijn middelbare school werkte hij bij diverse banken in Rotterdam. Toen de Disconto Maatschappij in 1934 werd overgenomen door de Incassobank werd hij directeur van een van de bijkantoren in Rotterdam. In 1938 werd hij benoemd tot directeur van de Incassobank in Delft.
Van Vloten was voor de Tweede Wereldoorlog (in 1933) lid geworden van de Nationaal-Socialistische Beweging (NSB). Zijn stamboeknummer was 3352. Hij werd kringleider van de NSB in Overschie (sinds 1941 onderdeel van Rotterdam).
Van Vloten werd op 1 april 1941 tot opvolger benoemd van de burgemeester van Delft Gerardus van Baren, die door de Duitse bezetter met pensioen werd gestuurd. Hij werd in 1943 als burgemeester opgevolgd door mr. Anthonie van Leijenhorst.
Met ingang van 1 juni 1942 volgde hij Carel Piek op als directeur van de Winterhulp en hij werd tevens door Mussert gemachtigd als leider van de Nederlandsche Volksdienst. In september 1943 liet hij een levensverzekering voor hemzelf en zijn vrouw afsluiten voor het bedrag van ƒ732.000, bekostigd uit publieke gelden.
Na Dolle Dinsdag werd Van Vloten door Mussert geschorst vanwege zijn gedragingen op die dramatisch verlopen vijfde septemberdag in 1944. In januari 1945 was hij echter weer in zijn oude functies hersteld. In oktober 1947 werd hij veroordeeld tot vier jaar internering van 16 april 1945 tot 16 april 1949 vanwege zijn rol tijdens de Tweede Wereldoorlog. Hij was geïnterneerd in de Scheveningse cellenbarakken in Duindorp.
Van Vloten trouwde op 8 augustus 1916 met de in Hellevoetsluis geboren Geertruida Adriana Maris. Zij overleed op 4 maart 1965 in Delft. Hij hertrouwde daarna met Anna Cornelia Knulst.
 Portaal: Fascisme en nationaalsocialisme in Nederland · Fascisme · Nationaalsocialisme